# Bulbophyllum theioglossum
Bulbophyllum theioglossum là một loài phong lan thuộc chi Bulbophyllum.